# Silla de la novia

La silla de la novia.

La silla de la novia es un diagrama geométrico que ilustra el Teorema de Pitágoras y que es usado en diversas pruebas del mismo, también conocido por los nombres la cola del pavo real, el molino de viento entre otros.

## Nombre
El nombre de la figura es desconcertante y tiene su origen en una traducción errónea de la palabra griega νυμφη alrededor del siglo XIII, la cual significa tanto insecto alado como novia, siendo este último significado el que tomaron traductores árabes como Behâ Eddîn.

## Generalizaciones
Euclides hizo uso de este diagrama en su prueba del Teorema de Pitágoras (Elementos I. 47), y posteriormente la generalizó reemplazando los cuadrados con otras figuras. Por su lado, el geómetra Pappus reemplazó los cuadrados por paralelogramos.
Otra generalización consiste en reemplazar el triángulo rectángulo por un triángulo arbitrario dando origen a la configuración Vecten, nombrada así por un matemático francés del que no se conocen muchos datos personales (incluso se desconoce su primer nombre) aunque se sabe que fue Professeur de mathématiques spéciales en el Lyceé de Nîmes entre 1810 y 1816 y que publicó una veintena de artículos en la revista Annales de  Gergonne.
Finalmente, existe una generalización a tres dimensiones, donde se considera un tetraedro en el que 3 caras sean perpendiculares entre sí. En esta figura, el cuadrado del área de la cara opuesta a los ángulos rectos es igual a la suma de los cuadrados de las áreas de las demás caras.